# Paris Première
Paris Première es un canal de televisión francés, disponible en la Televisión Digital Terrestre de pago francesa, satélite y televisión por cable. El canal es propiedad del grupo audiovisual Groupe M6 y su programación es generalista.

## Historia
Paris Première comenzó sus emisiones el 15 de diciembre de 1986 a las 19:00 a través del canal 8 de la red de cable de París por iniciativa del Ayuntamiento de París y del grupo Lyonnaise des Eaux, con la finalidad de emitir la primera cadena local de Île-de-France. Sus dos directrices principales consisten en una programación alternativa y complementaria a la de las cadenas nacionales con la emisión de largometrajes a las 18:15, 21:00 y 22:45 además de espectáculos. También retransmite acontecimientos deportivos en directo gracias a la asociación con el AccorHotels Arena, anteriormente conocido como palais omnisports de Paris-Bercy.
Después del 1991 se convirtió en una Sociedad Anónima y comenzó a transmitirse por cable más allá de la capital pasando de ser una cadena local a una más cultural con información sobre espectáculos, moda, programas literarios y el único informativo cultural francés. Desde 2002 emite también en Quebec.
El Groupe M6 compró la cadena el 7 de mayo de 2004 y trasladó sus instalaciones a Neuilly-sur-Seine. Posteriormente amplió su programación con series estadounidenses como Nip/Tuck o Los ángeles de Charlie, y documentales IMAX. Desde 2009 Paris Premiere está disponible en la TNT gratuita pero codificada todo el día excepto de 18:30 a 20:00.
A partir de 2012 el canal comienza sus emisiones en Alta Definición y a finales de ese año Paris Première se integró en la sede de M6. El canal planeaba dejar de ser de pago y pasar a la TNT gratuita las 24 horas del día pero el CSA se lo denegó. En 2014 lo volvieron a intentar por empeño especial del director del Groupe M6, Nicolas de Tavernost. El Consejo de Estado pide al CSA que evaluara el paso a la TNT de Paris Première, LCI y Planete+. Finalmente solo se autorizó el paso de LCI a la TNT gratuita debido a su deplorable estado financiero.
Desde noviembre de 2016, el canal es accesible en directo y a demanda mediante la plataforma por suscripción 6play.

## Identidad Visual

### Logotipo

Logotipo de Paris Première desde 2011
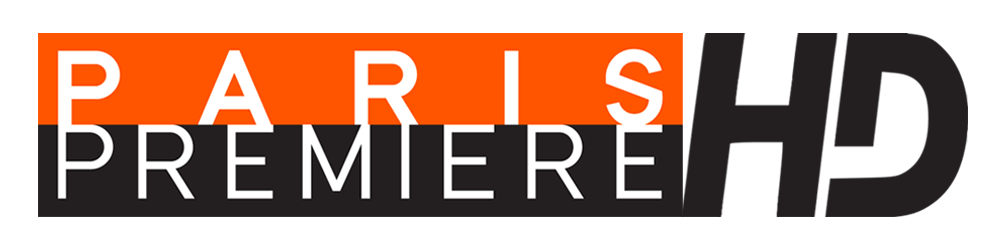
Logotipo de Paris Première en alta definición

### Eslóganes
- 1986 - 1995 : « La télé qui donne envie de sortir »
- 1995 - 2004 : « La télé qui a l'esprit plus large que le petit écran »
- 2004 - 2014 : « Vous pouvez rallumer la télé »
- 2014 : « Paris-Première, vous pouvez rallumer la télé! »

## Programación

### Entrevistas
- Ca balance à Paris !, programa de entrevistas
- Zemmour & Naulleau, programa satírico
- Les grosses têtes, programa de humor
- Paris direct, tertulia informativa

### Magacines
- Intérieurs, programa orientado al hogar
- La mode, la mode, la mode, programa de moda
- Très très bon !, programa de cocina
- Arabelle, programa enfocado en el arte

### Reality shows
- Le monde des records, entretenimiento
- Cauchemar en cuisine, versión francesa de Kitchen Nightmares
- Hotel hell, versión francesa de Hotel Hell

### Series
- Boardwalk Empire
- Blue Bloods
- Camera Café
- Der Clown
- Earl
- Epitafios
- Frères d'armes
- Kaamelott, serie francesa
- Lie to Me
- Le Flic de Shanghaï
- Modern Family
- Mr. Bean
- Nip/Tuck
- Numb3rs
- Perception
- Sex and the City
- Les Dessous de Palm Beach
- Supernatural
- The Defenders
- The Killing
- The L.A. Complex
- Vegas
- Wallander

### Programación infantil
- Les Griffin
- The Flintstones

### Premios
- Tony Award

## Organización

### Dirigentes
Presidente Director General :
- Jean d'Arthuys : 1996 - 2007
- Christopher Baldelli : 2007 - 2009
- Karine Blouet (secretario general de M6) : 2009 - 2012
- Jérôme Bureau : 22/10/2012 - 2014
- Philippe Bony : desde el 01/01/2015

Presidente Director General adjunto :
- Jacques Expert : 2001 - 2012[7]
- Jonathan Curiel : 01/01/2015

Director de Programación :
- Anaïs Bouton (Dirección editorial) : desde 2012

Dirección Editorial :
- Anaïs Bouton : 2005 - 2012
- Jonathan Curiel : 2012 - 2017
- Pauline Favier-Henin : desde 2017

Director de Publicidad : Florence Brame
Director de Comunicación : Guillaume Turin
Director des Producciones : Muriel Peyrot
Director adjunto encargado de Deportes y de Operaciones Especiales : Fabrice Clément
Responsable de Comunicación : Sophie Michard

### Capital
El capital de Paris Première era de 1.271.136 euros el 28 de junio de 2001 y pertenece en un 100 % al Groupe M6, que compró el 89,34 % del canal que poseía el grupo Suez el 7 de mayo de 2004.